# The Philco Television Playhouse
The Philco Television Playhouse est une série télévisée d'anthologie américaine en 251 épisodes de 48 minutes en noir et blanc, produite par Fred Coe, parrainée par Philco (en), et diffusée entre le 3 octobre 1948 et le 2 octobre 1955 sur le réseau NBC.
Elle est suivie à partir d'octobre 1955 de The Alcoa Hour (en). De 1951 à 1957, la série d'anthologie Goodyear Television Playhouse (en) (Goodyear Tire & Rubber) jouait en alternance. Ces séries provenaient essentiellement de la même équipe de production, seul le titre différait selon le commanditaire de la semaine.

## Synopsis
La série, tournée en direct et qui a lancé la carrière de nombreux acteurs et actrices, scripteurs et réalisateurs, proposait des adaptations de pièce de théâtre et comédie musicale de Broadway, puis des adaptations de romans, condensés dans un format d'une heure.